# Camp Nichols
Camp Nichols (auch Fort Nichols) ist ein ehemaliger Festungsbau im US-Bundesstaat Oklahoma. Er liegt etwa fünf Kilometer nordwestlich von Wheeless im Cimarron County.
Errichtet wurde das Camp 1865 von Freiwilligen aus New Mexico und Kalifornien unter dem Kommando von Kit Carson, um Reisende auf der Cimarron-Route des Santa Fe Trail vor Übergriffen der in diesem Gebiet lebenden Komantschen und Kiowa-Indianer zu schützen. Schon im darauffolgenden Jahr wurde es wieder aufgegeben. Heute sind nur mehr Ruinen des Lagers erhalten.
Die Überreste von Camp Nichols erhielten im Mai 1963 den Status als National Historic Landmark zuerkannt. Im Oktober 1966 wurden sie als Stätte in das National Register of Historic Places eingetragen.